# Vác

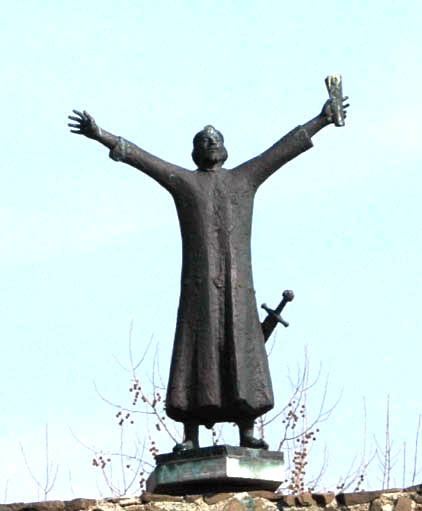
Re Géza I, statua sulle mura di Vác

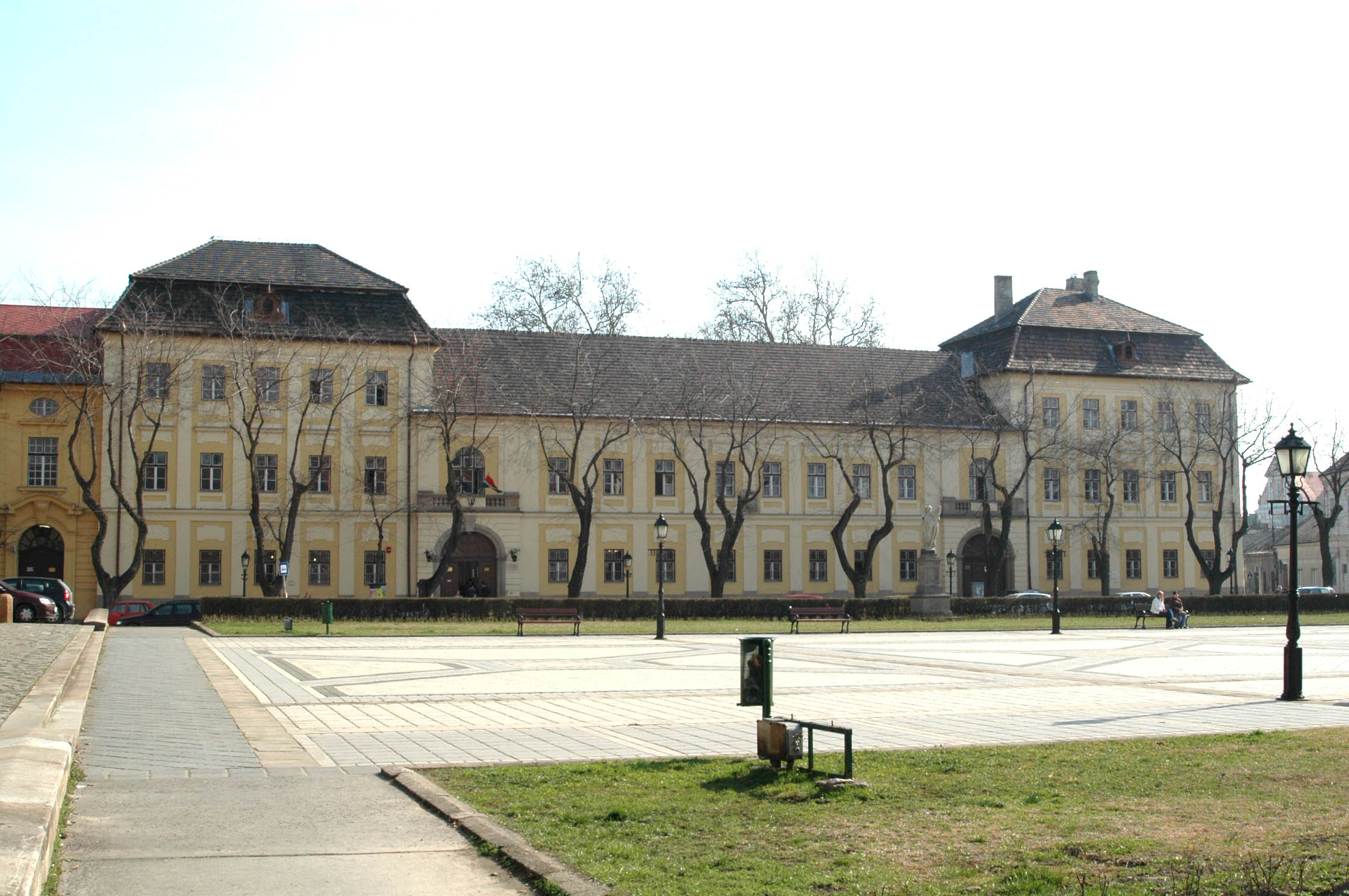
Università cattolica di Vác (magistero). (In Konstantin tér)

Vác (pronuncia: [ˈvaːt͡s], in italiano Vaccia, in tedesco Waitzen, in slovacco Vacov) è un'antica città ungherese della contea di Pest, sede episcopale cattolica (la più estesa, e fino al 1993 anche la più popolosa, diocesi d'Ungheria), che sorge sulla riva sinistra del Danubio a 32 km a nord di Budapest e all'inizio dell'Ansa del Danubio.

## Storia
Tracce di insediamenti preistorici e protostorici sono stati rinvenuti nella città e nei dintorni.
Stefano I (S.to Stefano, il fondatore dello Stato ungherese) vi stabilì una delle prime diocesi d'Ungheria nel X secolo, che, già nella prima metà dell'XI secolo, aveva una propria cattedrale in stile romanico, fortificata. Re Geza I, vi fece la propria sede e vi fu sepolto. Fu re Béla IV che dopo la distruzione della città da parte dei tartari costruì la fortezza. La città si sviluppò a tal punto che nel XIV secolo il marco d'argento di Vác era una valuta corrente a livello nazionale. Nel 1544 anche Vác, come gran parte delle città ungheresi, cadde in mano ai turchi che vi rimasero fino al 1686. I turchi, prima di andarsene, la rasero completamente al suolo, lasciando fuori dal terreno solo una torre delle mura civiche che ancora è visibile, oggi chiamata "torre aguzza". Dopo la cacciata dei turchi, Vác si trasformò, grazie all'opera del vescovo italiano Cristoforo Migazzi, in una bella città barocca e tale è tuttora.
A Vác vi era una città ecclesiastica, oggi quartiere, il cui centro è Konstantin tér, la piazza (dedicata al vescovo Konstantin Schuster, 1886 - 1899) dove si erge la Cattedrale dell'Assunzione, costruita tra 1761 e 1772. La facciata della chiesa è decorata da imponenti colonne corinzie ed è considerata uno dei modelli del classicismo ungherese. Le sei sculture sull'attico sono di Josef Bechert. Gli affreschi della cupola sono stati dipinti da Anton Maulbertsch. Il vescovo Migazzi, che aveva commissionato l'affresco dell'altare maggiore, la Visitazione, lo aveva poi fatto ricoprire perché non era di suo gusto; l'affresco è tornato alla luce solo in occasione di recenti lavori di restauro. Il tesoro della chiesa conserva, tra l'altro, la croce del vescovo Migazzi ed un piviale dell'epoca dell'imperatrice-regina Maria Teresa.

## Dati demografici

### Popolazione

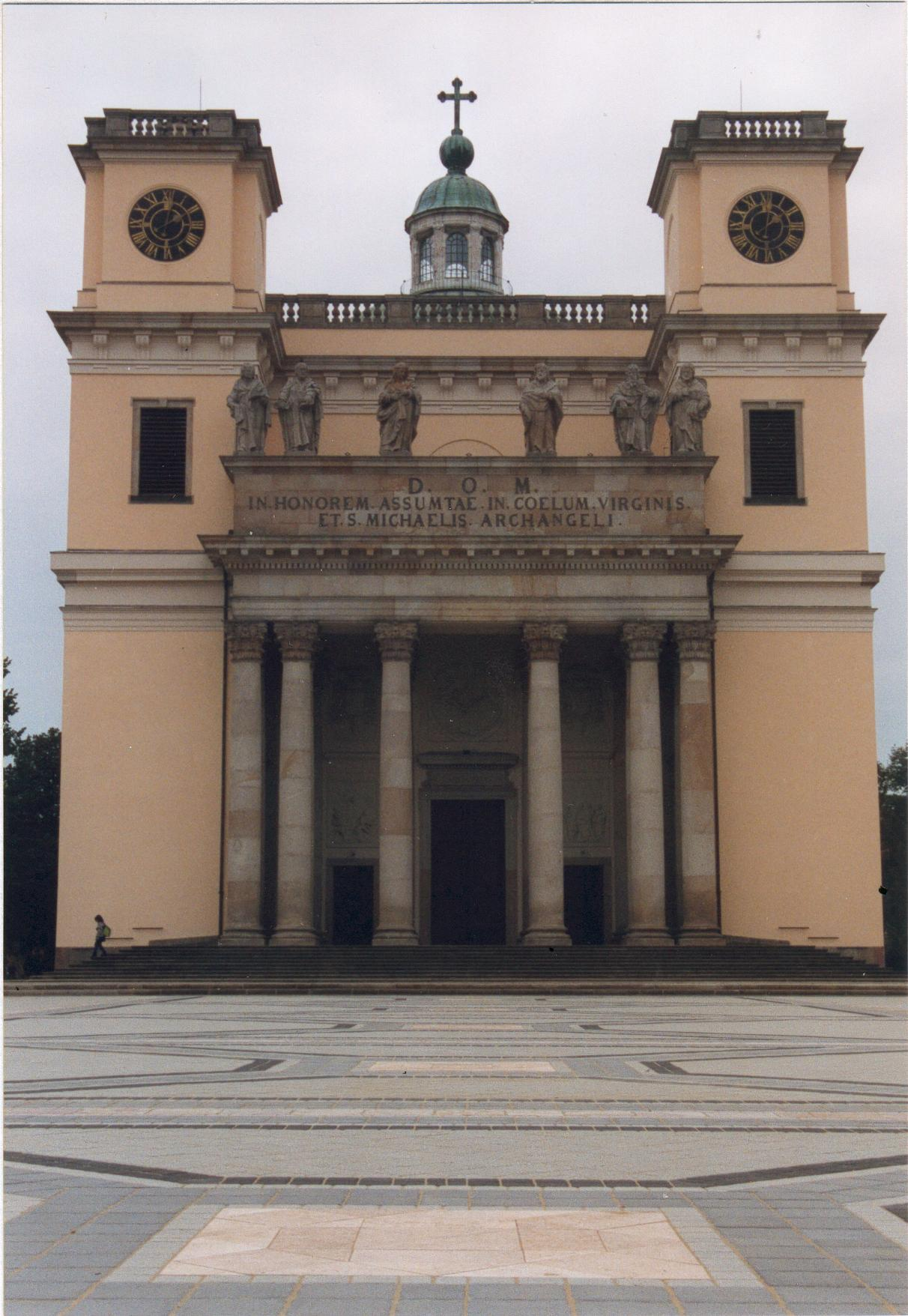
La facciata neoclassica della cattedrale. (In Konstantin tér)

File:
- Ungheresi: 94,9%
- Zingari: 1,3%
- Slovacchi: 0,5%
- Tedeschi: 0,5%
- Rumeni: 0,1%
- Ucraini: 0,1%
- Altri o non dichiarati: 4,5%

### Religione
- Cristiani: 72,7
  - Cattolici: 60,1%
    - Cattolici di rito latino: 59,4%
    - Greco Cattolici: 0,7%

  - Protestanti: 12,4%
    - Calvinisti: 9,3%
    - Luterani: 3,1%

  - Altri cristiani: 0,2%
- Di altre religioni: 1,4%
- Non religiosi: 14,4%
- Non dichiarati: 11,5%

## Fatti singolari salienti
- Nel 1846 fu inaugurata la prima linea ferroviaria ungherese, che collega Pest a Vác.
- Sulla Köztársaság utca si trova l'arco di trionfo fatto erigere dal vescovo Migazzi in occasione della visita a Vác, nel 1764, dell'imperatrice (anche regina d'Ungheria) Maria Teresa. Secondo le cronache del tempo, il vescovo, per stupire l'imperatrice, aveva fatto coprire, per l'occasione, le case più fatiscenti della città con fondali di scenografie teatrali.

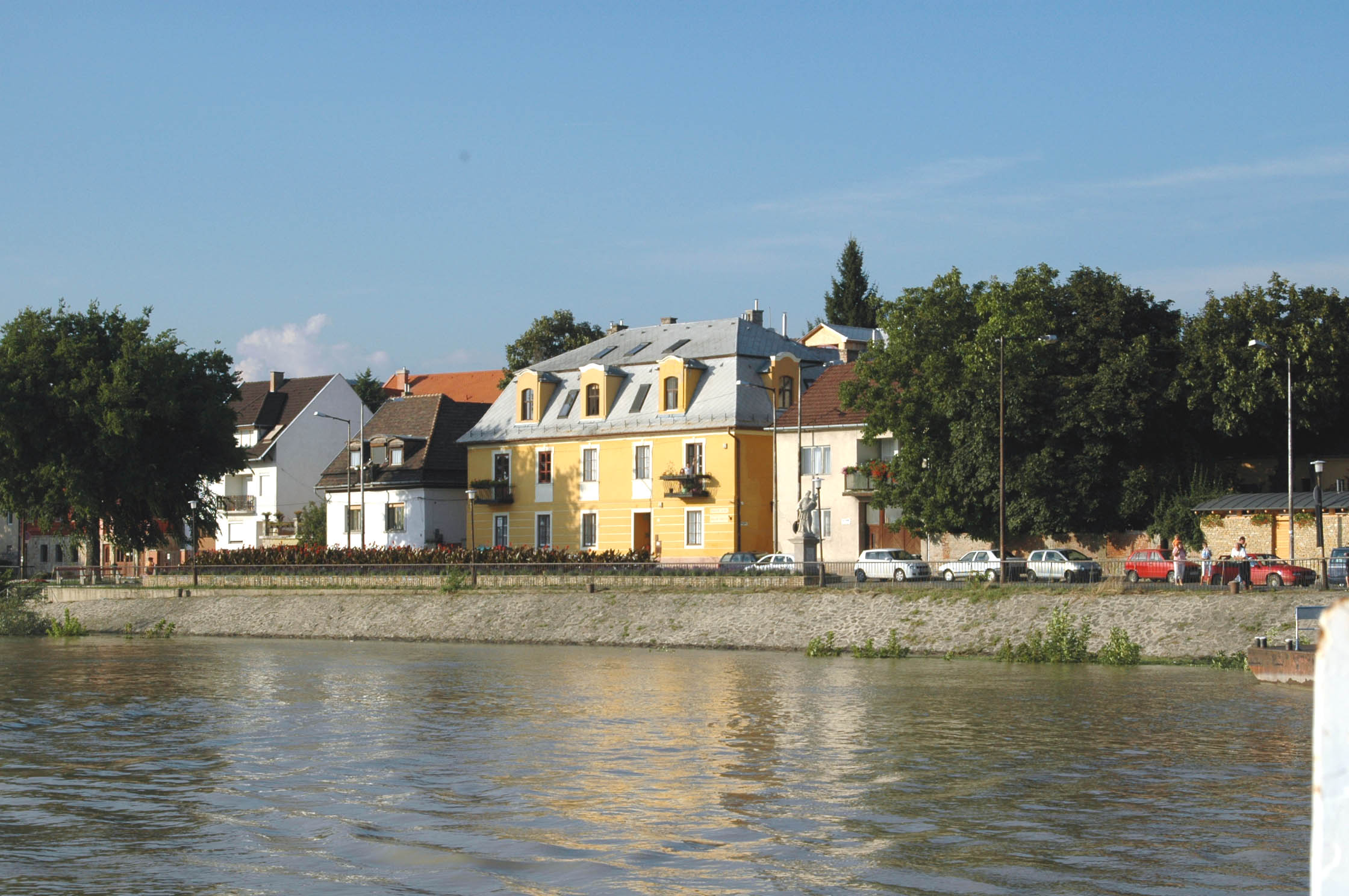
La "casa di Czvian", come appare oggi, vista dal Danubio

- Al n. 3 del lungodanubio Liszt Ferenc c'è un vistoso bell'edificio proprio sul Danubio che, come appare oggi, è il risultato di una ristrutturazione del 1929, in puro stile dell'epoca, ma precedentemente e prima di essere scuola luterana dal 1850, era stato dalla fine ‘700 – primi '800 un edificio con una funzione particolare, in quanto una strada carrabile, dall'antistante porto fluviale, entrava direttamente dentro il cortile interno e qui vi erano magazzini per lo stoccaggio di merci di ogni genere, dalle lane, al grano, al vino, in arrivo e in partenza dal fiume. Il proprietario dell'edificio e dell'attività era un facoltoso mercante appartenente alla chiesa serbo-ortodossa, di etnia arumena, (anche detta macedorumena o cincar, ma al tempo chiamati genericamente "greci", di lingua romanza e proveniente da una zona tra Macedonia, Grecia e Albania), Vasilij Czvian, proprietario anche dell'emporio alimentare "alla Rosa Bianca", che si trovava sulla piazza principale. Fu ucciso durante la rivoluzione del 1849 per volontà del generale ungherese Artúr Görgey, ex ministro del governo rivoluzionario che fu poi definito dallo stesso Lajos Kossuth (primo ministro del governo rivoluzionario) come "Giuda d'Ungheria".[1]

## Antichi nomi
In italiano desueto conosciuta talvolta come Vaccia, in latino come Vacium.

## Amministrazione

### Gemellaggi
- Järvenpää, Finlandia
- Donaueschingen, Germania
- Deuil-la-Barre, Francia
- Odorheiu Secuiesc, Romania
- Giv'atayim, Israele
- Dubnica nad Váhom (Máriatölgyes), Slovacchia
- Šahy, Slovacchia